# Zbór Kościoła Zielonoświątkowego Kraków-Nowa Huta
Zbór Kościoła Zielonoświątkowego Kraków-Nowa Huta – zbór ewangeliczny o charakterze zielonoświątkowym, mający siedzibę w Krakowie w dzielnicy Nowa Huta. Należy do Kościoła Zielonoświątkowego w RP.

## Historia
W związku ze znacznym rozrostem liczby członków zboru „Betlejem” w Krakowie, wobec posiadania przez niego zbyt małej kaplicy, postanowiono o jego podziale i powołaniu samodzielnych zborów w niektórych miejscowościach, z których pochodzili jego członkowie. Powstał wówczas pomysł powołania osobnej wspólnoty w dzielnicy Nowa Huta.
19 października 1987 miało miejsce spotkanie założycielskie nowego zboru w Nowej Hucie, które zostało zorganizowane na wniosek pastora zboru „Betlejem”, Kazimierza Sosulskiego. Członkami nowo powstałej wspólnoty stali się przede wszystkim dotychczasowi wierni ze zboru „Betlejem”, którzy zamieszkiwali tę dzielnicę. Jej pastorem został mianowany Wojciech Wasilewski.
Początkowo nabożeństwa zboru nowohuckiego odbywały się w dalszym ciągu w kaplicy „Betlejem”, a tygodniowe spotkania miały miejsce w mieszkaniach prywatnych zlokalizowanych na terenie Nowej Huty. W 1989 prowadzenie nabożeństw przeniesiono do sali kina „Sfinks”, położonego na Osiedlu Górali, natomiast w latach 1991-1993 odbywały się one w pomieszczeniach Domu Dziecka na Osiedlu Szkolnym. 
W 1993 nowym pastorem zboru został Paweł Sochacki. W tym samym roku nabożeństwa zostały po raz kolejny przeniesione, a miejscem ich prowadzenia zostało Nowohuckie Centrum Kultury. We wrześniu 1993 przy zborze powstał działający do 2011 Punkt Katechetyczny.
W 2009 zbór wynajął dodatkowo pomieszczenia na Osiedlu Górali 15, gdzie prowadzone były spotkania tygodniowe. Rozpoczęto także spotkania studenckie.
Na koniec 2010 zbór skupiał 145 wiernych, w tym 86 ochrzczonych członków.
W kwietniu 2011 podpisana została umowa najmu lokalu w budynku na Osiedlu Willowym 29, dokąd po trwającym do sierpnia 2011 remoncie przeniesiono wszystkie nabożeństwa i spotkania zboru, jak również jego kancelarię.

## Działalność
Poza nabożeństwami niedzielnymi, w środy prowadzone są nabożeństwa modlitewne w ramach prowadzonej Służby Modlitwy. Odbywają się ponadto spotkania grupy młodzieżowej „FOTON” oraz szkółki niedzielne. Organizowane są kursy dla małżeństw. Od momentu utworzenia zboru działa przy nim zespół muzyczny. W 2014 powstał także Zespół Ewangelizacyjno-Misyjny, zajmujący się koordynacją pracy misyjnej wśród mieszkańców Nowej Huty i w innych lokalizacjach.
Zbór prowadzi punkt misyjny w Bochni „KDBochnia”, w ramach którego działa grupa domowa. Spotkania wiernych w Bochni odbywają się w mieszkaniu prywatnym.